# (8485) Satoru
(8485) Satoru ist ein Asteroid des mittleren Hauptgürtels, der am 29. März 1989 vom japanischen Amateurastronomen Tsutomu Seki am Geisei-Observatorium in Japan bei einer Helligkeit von 18 mag entdeckt wurde. Nachträglich konnte der Asteroid bereits auf Aufnahmen nachgewiesen werden, die am 23. November 1954 am Palomar-Observatorium in Kalifornien gemacht worden waren.
Der Asteroid wurde am 24. Januar 2000 auf Vorschlag von K. Kenmotsu und T. Sato nach der Witwe des japanischen Amateurastronomen Minoru Honda benannt. Satoru Honda (1913–2015) war Leiterin eines Kindergartens und als ihr Mann wegen der Lichtverschmutzung in Kurashiki keine Beobachtungen mehr durchführen konnte, stiftete sie ihre Ruhestandsbezüge zum Erwerb eines Grundstücks in den Bergen, um dort die private Sternwarte „Seijin-Sansō“ zu errichten.

## Wissenschaftliche Auswertung
Eine Auswertung von Beobachtungen durch das Projekt NEOWISE im nahen Infrarot führte 2011 zu vorläufigen Werten für den Durchmesser und die Albedo im sichtbaren Bereich von 5,8 km bzw. 0,30.
Eine Durchmusterung im Rahmen der Palomar Transient Factory (PTF) am Palomar-Observatorium ab 2009 ermöglichte in einer Untersuchung von 2015 die Bestimmung der Rotationsperiode von (8485) Satoru zu 363 ± 48 h. Es handelt sich demnach um einen sehr langsamen Rotator. Aus thermischen Infrarot-Daten wurde außerdem ein Durchmesser von 5,8 ± 0,3 km abgeleitet.